# Élections régionales de 2000 en Schleswig-Holstein
Les élections régionales de 2000 en Schleswig-Holstein (en allemand : Landtagswahl im Schleswig-Holstein 2000) se tiennent le 27 février 2000, afin d'élire les 75 députés de la 15e législature du Landtag, pour un mandat de cinq ans. Du fait de la loi électorale, 89 députés sont élus.
Le scrutin est marqué par la victoire du SPD de la ministre-présidente Heide Simonis, qui renforce sa majorité relative. Simonis se maintient au pouvoir en confirmant sa « coalition rouge-verte » avec les Grünen.

## Contexte
Aux élections régionales du 24 mars 1996, le SPD, au pouvoir depuis 1988 et emmené par la ministre-présidente Heide Simonis perd la majorité absolue dont il dispose depuis huit ans. Il reste de peu la première force politique du Land pour la quatrième fois consécutive, ce qui constitue son record régional, avec 39,8 % des voix et 33 députés.
La CDU d'Ottfried Hennig, ancien secrétaire d'État parlementaire fédéral, maintient sa deuxième place des forces politiques en totalisant 37,2 % des suffrages et 30 parlementaires. Les Grünen, absents du Landtag, remportent 8,1 % des voix, ce qui leur permet d'obtenir six sièges, soit leur première représentation parlementaire depuis leur première candidature, en 1979. Ils devancent ainsi le FDP, qui réunit 5,7 % des exprimés et quatre élus.
Dans l'incapacité de gouverner seule, Heide Simonis assure son maintien au pouvoir en formant une « coalition rouge-verte » entre le SPD et les Grünen. C'est la première fois qu'une alliance parlementaire est formée dans le Land depuis 1967.
Au cours de la législature, le Landtag procède à une importante réforme de la loi électorale. Alors qu'à présent chaque électeur disposait d'une voix comptant double (la voix donnée à un candidat de circonscription était automatiquement attribuée au parti qu'il représentait), le nouveau système accorde deux voix à chaque votant : il vote avec la première pour un candidat de circonscription et avec la seconde pour un parti. La durée de la législature est augmentée de quatre à cinq ans.

## Mode de scrutin
Le Landtag est constitué de 75 députés (en allemand : Mitglied des Landtags, MdL), élus pour une législature de cinq ans au suffrage universel direct et suivant le scrutin proportionnel d'Hondt.
Chaque électeur dispose de deux voix : la première lui permet de voter pour un candidat de sa circonscription, selon les modalités du scrutin uninominal majoritaire à un tour, le Land comptant un total de 45 circonscriptions ; la seconde voix lui permet de voter en faveur d'une liste de candidats présentée par un parti au niveau du Land.
Lors du dépouillement, l'intégralité des 75 sièges est répartie en fonction des secondes voix récoltées, à condition qu'un parti ait remporté 5 % des voix au niveau du Land (sauf le parti représentant la minorité danoise. Si un parti a remporté des mandats au scrutin uninominal, ses sièges sont d'abord pourvus par ceux-ci.
Dans le cas où un parti obtient plus de mandats au scrutin uninominal que la proportionnelle ne lui en attribue, la taille du Landtag est augmentée jusqu'à rétablir la proportionnalité.

## Campagne

### Principaux partis
| Parti | Parti                                                                              | Chef de file                        | Résultat en 1996           |
| ----- | ---------------------------------------------------------------------------------- | ----------------------------------- | -------------------------- |
|       | Parti social-démocrate d'Allemagne Sozialdemokratische Partei Deutschlands         | Heide Simonis (Ministre-présidente) | 39,8 % des voix 33 députés |
|       | Union chrétienne-démocrate d'Allemagne Christlich Demokratische Union Deutschlands | Volker Rühe                         | 37,2 % des voix 30 députés |
|       | Alliance 90 / Les Verts Bündnis 90/Die Grünen                                      | Karl-Martin Hentschel (de)          | 8,1 % des voix 6 députés   |
|       | Parti libéral-démocrate Freie Demokratische Partei                                 | Wolfgang Kubicki                    | 5,7 % des voix 4 députés   |
|       | Fédération des électeurs du Schleswig du Sud Südschleswigscher Wählerverband       | Anke Spoorendonk                    | 2,5 % des voix 2 députés   |

### Sondages
| Institut            | Date       | CDU    | SPD    | Verts | FDP   | SSW   |
| ------------------- | ---------- | ------ | ------ | ----- | ----- | ----- |
| Institut            | Date       |        |        |       |       |       |
| FgW                 | 25.02.2000 | 36,0 % | 44,0 % | 5,0 % | 6,0 % | 4,0 % |
| Infratest           | 16.02.2000 | 34,0 % | 45,0 % | 4,5 % | 9,5 % | 4,0 % |
| FgW                 | 04.02.2000 | 34,0 % | 44,0 % | 8,0 % | 8,0 % | 4,0 % |
| Forsa               | 02.02.2000 | 40,0 % | 42,0 % | 4,0 % | 6,0 % | 3,0 % |
| Infratest           | 28.01.2000 | 37,0 % | 44,0 % | 5,0 % | 6,0 % | 3,0 % |
| Forsa               | 26.01.2000 | 39,0 % | 43,0 % | 5,0 % | 6,0 % | 3,0 % |
| Infratest           | 12.01.2000 | 41,0 % | 42,0 % | 6,0 % | 6,0 % | 2,0 % |
| Infratest           | 15.12.1999 | 42,0 % | 41,0 % | 5,0 % | 5,0 % | 3,0 % |
| Dernières élections | 24.03.1996 | 37,2 % | 39,8 % | 8,1 % | 5,7 % | 2,5 % |

## Résultats

### Voix et sièges
|                                   | Parti social-démocrate d'Allemagne (SPD)           | Parti social-démocrate d'Allemagne (SPD)           | 690 007   | 47,59 | 41        | 15            | 630 728   | 43,08 | 0  | 41 | 8             |  |  |  |
|                                   | Union chrétienne-démocrate d'Allemagne (CDU)       | Union chrétienne-démocrate d'Allemagne (CDU)       | 567 608   | 39,15 | 4         | 15            | 515 421   | 35,20 | 29 | 33 | 3             |  |  |  |
|                                   | Parti libéral-démocrate (FDP)                      | Parti libéral-démocrate (FDP)                      | 78 683    | 5,43  | 0         | en stagnation | 111 649   | 7,63  | 7  | 7  | 3             |  |  |  |
|                                   | Alliance 90 / Les Verts (Grünen)                   | Alliance 90 / Les Verts (Grünen)                   | 63 277    | 4,36  | 0         | en stagnation | 91 389    | 6,24  | 5  | 5  | 1             |  |  |  |
|                                   | Fédération des électeurs du Schleswig du Sud (SSW) | Fédération des électeurs du Schleswig du Sud (SSW) | 37 114    | 2,56  | 0         | en stagnation | 60 367    | 4,12  | 3  | 3  | 1             |  |  |  |
|                                   | Parti du socialisme démocratique (PDS)             | Parti du socialisme démocratique (PDS)             | 3 868     | 0,27  | 0         | Nv.           | 20 066    | 1,37  | 0  | 0  | Nv.           |  |  |  |
|                                   | Parti national-démocrate d'Allemagne (NPD)         | Parti national-démocrate d'Allemagne (NPD)         | 1 405     | 0,10  | 0         | Nv.           | 15 121    | 1,03  | 0  | 0  | Nv.           |  |  |  |
|                                   | Parti des indépendants (STATT)                     | Parti des indépendants (STATT)                     | 4 716     | 0,33  | 0         | Nv.           | 8 663     | 0,59  | 0  | 0  | Nv.           |  |  |  |
|                                   | Autres                                             | Autres                                             | 3 230     | 0,22  | 0         | en stagnation | 10 692    | 0,73  | 0  | 0  | en stagnation |  |  |  |
|                                   |                                                    |                                                    |           |       |           |               |           |       |    |    |               |  |  |  |
| Votes valides                     | Votes valides                                      | Votes valides                                      | 1 449 908 | 97,67 |           |               | 1 464 096 | 98,63 |    |    |               |  |  |  |
| Votes blancs et nuls              | Votes blancs et nuls                               | Votes blancs et nuls                               | 34 561    | 2,23  | 20 373    | 1,37          |           |       |    |    |               |  |  |  |
| Total                             | Total                                              | Total                                              | 1 484 469 | 100   | 45        | –             | 1 484 469 | 100   | 44 | 89 | 14            |  |  |  |
| Abstentions                       | Abstentions                                        | Abstentions                                        | 651 412   | 30,50 |           |               | 651 412   | 30,50 |    |    |               |  |  |  |
| Nombre d'inscrits / participation | Nombre d'inscrits / participation                  | Nombre d'inscrits / participation                  | 2 135 881 | 69,50 | 2 135 881 | 69,50         |           |       |    |    |               |  |  |  |

### Analyse
Progressant de plus de trois points, le SPD repasse nettement la barre des 40 % des voix et conforte sa première place dans cet ancien bastion conservateur. Ce bon résultat se fait au détriment de leurs alliés Grünen qui perdent deux points et abandonnent le statut de troisième force. Cette place revient au FDP dont le score s'améliorer dans des proportions équivalentes. Cette réussite ne permet cependant pas de compenser le recul de la CDU, qui se rapproche des 35 %. Enfin, avec un petit plus de 4 % des suffrages, le parti de la minorité danoise SSW connaît une forte progression et réalise son meilleur résultat depuis 1950.

### Conséquences
Avec 49,3 % des voix et 46 députés sur 89, la coalition rouge-verte conserve sa majorité absolue au Landtag. Le 28 mars, Heide Simonis est investie pour un troisième mandat, une performance réalisée uniquement par Kai-Uwe von Hassel et Gerhard Stoltenberg. Elle forme ainsi son troisième cabinet.